# Amakuni
Amakuni (jap. 天国) ist ein japanischer Schwertschmied aus dem 8. Jahrhundert, der als Vater des japanischen Schwertschmiedens bezeichnet wird. Seine wirkliche Existenz ist nicht belegbar.
Amakuni lebte bei Uta in der Provinz Yamato zur Zeit des Kaisers Kanmu (781–806) und unterrichtete seinen Sohn, den später bekannt gewordenen Schwertschmied Amakura (天座, auch Amaza). Eines der Schwerter, das ihnen zugeschrieben wird, das Kogarasu-maru gehörte zum Familienschatz der Taira. Es vererbte sich über viele Generationen und ist heute Teil des japanischen Staatsschatzes.
Amakuni soll der erste japanische Schwertschmied gewesen sein, der den Erl (Klinge) (Nakago) des Schwertes signierte, allerdings existieren heute keine Klingen mit seiner Signatur mehr.